# Saint-Laurent-de-la-Cabrerisse
Saint-Laurent-de-la-Cabrerisse är en kommun i departementet Aude i regionen Occitanien  i södra Frankrike. Kommunen ligger  i kantonen Durban-Corbières som ligger i arrondissementet Narbonne. År 2022 hade Saint-Laurent-de-la-Cabrerisse 757 invånare.

## Befolkningsutveckling
Antalet invånare i kommunen Saint-Laurent-de-la-Cabrerisse
Referens: INSEE